# Monticello (Georgia)
Monticello – miasto położone w hrabstwie Jasper, w stanie Georgia w Stanach Zjednoczonych. Jest siedzibą hrabstwa, w którym leży.

## Demografia
W 2000 roku ludność miasta wynosiła 2428 mieszkańców. W roku 2023 liczba mieszkańców wzrosła do 2833 osób, a gęstość zaludnienia przekroczyła 255 osób/km².